# Stabilité dimensionnelle d'un matériau
 (novembre 2017).
Si vous disposez d'ouvrages ou d'articles de référence ou si vous connaissez des sites web de qualité traitant du thème abordé ici, merci de compléter l'article en donnant les références utiles à sa vérifiabilité et en les liant à la section « Notes et références ».
Certains matériaux industriels doivent être stables dimensionnellement et ce quelle que soit la température d'utilisation. Les variations dimensionnelles dues aux changements de température sont facilement appréhendables (par la connaissance des coefficients de dilatation thermique), il n'en est pas de même des variations dimensionnelles qui s'opèrent à température constante.
Les évolutions dimensionnelles survenant à température constante sont dues à deux causes principales :
- la première est liée aux sollicitations appliquées aux matériaux (contrainte mécanique, agressivité du milieu environnant, etc.) ;
- la seconde est liée aux matériaux eux-mêmes du fait des évolutions de leur microstructure qui se produisent sous l'effet des maintiens prolongés à une température donnée. Ces évolutions microstructurales peuvent entraîner des variations de la masse volumique du matériau et ainsi conduire à des variations dimensionnelles significatives. Ce second aspect peut être illustré par différents cas rencontrés dans les industries aéronautique et nucléaire.